# Thysanomitrion capillaceum
Thysanomitrion capillaceum là một loài rêu trong họ Dicranaceae. Loài này được Brid. Arn. mô tả khoa học đầu tiên năm 1827.